# Bactris bahiensis
Bactris bahiensis är en enhjärtbladig växtart som beskrevs av Larry Ronald Noblick och Andrew James Henderson. Bactris bahiensis ingår i släktet Bactris och familjen Arecaceae. Inga underarter finns listade i Catalogue of Life.